# Heinrich von Hüser
Johann Gustav Heinrich Hans Adolf von Hüser (* 28. Februar 1782 in Berlin; † 28. März 1857 ebenda) war ein preußischer General der Infanterie und zuletzt Vizekommandant in der Festung Mainz.

## Leben

### Herkunft
Seine Eltern waren der Oberst Heinrich Christoph/Christian Ernst von Hüser (* 1741; † 26. Dezember 1821) und dessen Ehefrau Sabine Henriette Christiane, geborene Michaelis (* 30. Januar 1748; † 9. Februar 1788). Sein Vater war Chef des Reitenden Artillerieregiments. Er hatte mehrere Brüder bei der Armee, ein Onkel war 1810 vorübergehend Kommandant von Kolberg.

### Militärkarriere
Hüser begann seine schulische Laufbahn auf der Realschule in Breslau. Von dort wurde er am 12. Juli 1793 als Pensionär in das Kadettenhaus nach Berlin geschickt und am 1. Juni 1794 wurde er wirklicher Kadett. Anschließend kam er am 31. März 1798 als Gefreitenkorporal in das Infanterieregiment „von Arnim“. Dort wurde er am 5. April 1798 Fähnrich und am 5. Juli 1802 Sekondeleutnant. Während des Vierten Koalitionskrieges kämpfte Hüser in der Schlacht bei Auerstedt und im Gefecht bei Boizenburg. Durch die Kapitulation bei Prenzlau geriet er in Gefangenschaft. Am 5. Juni 1809 erhielt er seine Demission und begab sich in österreichische Dienste. Im Fünften Koalitionskrieg nahm Hüser dann an der Schlacht bei Wagram teil. Nach der österreichischen Niederlage ging er wieder in preußische Dienste und kam am 19. November 1809 in das Leib-Infanterie-Regiment (Nr. 8). Am 17. März 1810 wurde Hüser als Lehrer in das Kadettenhaus von Berlin versetzt. Dort wurde er am 4. Januar 1811 Premierleutnant und am 1. Mai 1811 Stabshauptmann. Kurz vor Beginn der Befreiungskriege wurde er am 12. März 1813 in die Adjuntantur versetzt, wo er Generaladjutant von General Blücher wurde. Im Feldzug 1813/14 kämpfte er bei Großgörschen und Bautzen, nahm am Übergang bei Wartenburg teil und kämpfte sowohl in den Gefechten bei Bischofswerda, Auberviller, Sivres, Iffy als auch in der Schlacht bei Belle Alliance. Bereits am 19. Mai 1813 erhielt er für Großgörschen das Eiserne Kreuz II. Klasse, zudem wurde er in Großgörschen und Bautzen verwundet. In der Zeit wurde er am 5. Juni 1813 zum Hauptmann und am 25. April 1814 zum Major befördert. Am 21. Juni 1814 wurde er aber zum Kadettenhaus zurückversetzt. Dann wurde Hüser am 3. Juni 1815 als Adjutant Generalfeldmarschall Gneisenau zugeteilt, aber am 8. Oktober 1815 zurückversetzt. Am 10. Dezember 1816 erhielt er noch den russischen Orden des Heiligen Wladimir IV. Klasse. Er war Mitglied der Berliner Freimaurerloge Zum goldenen Schiff.
Es dauerte nun bis zum 30. März 1822, bis seine Beförderung zum Oberstleutnant mit Patent vom 5. April 1822 kam. Am 23. Februar 1823 wurde Hüser zum Regiment Kaiser Alexander versetzt, aber bereits am 14. Juni 1823 Bataillonskommandeur im 5. Infanterie-Regiment. Am 30. März 1838 wurde er Oberst und mit der Führung des 29. Infanterie-Regiments beauftragt. Es folgte am 30. März 1829 seine Ernennung zum Regimentskommandeur. Für seine Verdienste erhielt er am 21. November 1830 den Roten Adlerorden III. Klasse, wurde aber am 30. März 1831 dann Kommandant der Festung Saarlouis und am 28. April 1831 dem 28. Infanterie-Regiment aggregiert. Am 18. Januar 1833 erhielt er die Schleife zum Roten Adlerorden III. Klasse. Kurz danach am 30. März 1833 wurde er dann Kommandeur der 16. Infanterie-Brigade. Am 30. März 1835 erfolgte seine Ernennung zum Generalmajor. Dazu erhielt er am 26. Januar 1837 den Roten Adlerorden II. Klasse mit Eichenlaub und am 18. August 1838 wurde er Kommandeur der 14. Infanterie-Brigade. Am 30. März 1839 beauftragte man Hüser mit der Führung der 16. Division und am 10. September 1840 wurde er Kommandeur dieses Großverbandes. Am 23. März 1843 erfolgte die Beförderung zum Generalleutnant. Hüser kam dann am 3. Oktober 1844 als Vizekommandant in die Festung Mainz. Am 21. März 1848 erhielt er noch den Roten Adlerorden I. Klasse mit Eichenlaub und Brillanten. Am 12. Oktober 1849 wurde er mit dem Charakter des Generals der Infanterie und Pension in den Ruhestand versetzt. Am 6. November 1849 erhielt er dazu das Großkreuz des Hessischen Ludwigs-Ordens. Er starb am 28. März 1857 in Berlin und wurde am 30. März 1857 auf dem Kirchhof vor dem Hallischen Tor beigesetzt.

### Familie
Hüser heiratete am 24. April 1817 in Berlin Wilhelmine Luise Charlotte Sack (* Februar 1785; † 21. November 1847), eine Tochter des Hofpredigers Friedrich Samuel Gottfried Sack. Das Paar hatte wenigstens eine Tochter:
- Mathilde Johanna Sabine (* 21. November 1820; † 4. Februar 1900), Schriftstellerin ⚭ Karl Albert Quednow († 13: Oktober 1873)[1], Oberst a. D.